# Noctuelia polystrigalis
Noctuelia polystrigalis là một loài bướm đêm trong họ Crambidae.